# Somatopedie
Somatopedie je speciálněpedagogická disciplína, zabývající se výchovou, vzděláváním a rozvojem osob tělesně postižených, nemocných a zdravotně oslabených (s omezenou mobilitou a imobilních).

## Postižení dle zdravotní klasifikace
- II. třída
  - vadné držení těla
- III. třída
  - amelie, dysmelie (chybění části končetin při narození)
  - vrozené rozštěpy páteře
  - ortopedické vady páteře
  - amputace a deformace končetiny
  - degenerativní onemocnění svalstva
  - stavy po úrazech pohybového ústrojí s trvalými následky
  - dětská mozková obrna
- IV. třída
  - chronicky nemocní jedinci

Hlavním znakem osob s tělesným postižením je celkové nebo částečné omezení hybnosti:
1) Prvotní omezení hybnosti: přímé postižení vlastního hybného ústrojí nebo centrální čí periferní nervové soustavy
2) Druhotné omezení hybnosti – centrální i periferní nervová soustava i vlastní hybné ústrojí je bez patologických změn, hybnost je omezena z jiných příčin (choroby srdeční, revmatické, kostní …)

## Výchova a vzdělávání
Cílem je naučit rodinu i postiženého jedince s vadou žít (neplatí u akutně nemocných), socializace, event. resocializace nemocných s pomocí sociální rehabilitace, odstranění architektonických bariér (odstranění prahů, větší dveře).
Používané metody a zásady: obecné i speciálněpedagogické, zvláště speciálněpedagogické při pohybové výchově

## Typy škol
- základní školy a předškolní zařízení
- školy pro tělesně postiženou mládež (mateřské, základní, střední, učňovské obory, zvláštní)

## Výchova a vzdělávání
- individuální vyučování
- základní školy při nemocnicích
- základní školy při léčebnách a výchovných ústavech
- mateřské a základní školy při dětských ozdravovnách

Možnost integrace do tzv. klasické ZŠ, SŠ…
Školy mohou od úřadů získat dotaci na asistenta pro integrované dítě.